# 奥伯恩采恩
奥伯恩采恩是德国巴伐利亚州的一个市镇。总面积39.67平方公里，总人口2669人，其中男性1296人，女性1373人（2011年12月31日），人口密度67人/平方公里。